# 펠릭스 누스바움
펠릭스 누스바움(Felix Nussbaum, 1904년 12월 11일 ~ 1944년 8월 9일)은 유대계 독일인 초현실주의 화가이다. 누스바움의 작품에서 홀로코스트 희생자로서 한 개인의 정수를 볼 수 있다. 누스바움은 홀로코스트라는 폭력의 잔인함을 그림으로 증언했다.

## 어린 시절
누스바움은 독일 오스나브뤼크에서 어머니 라헬과 아버지 필립 누스바움의 아들로 태어났다. 필립은 제1차 세계 대전 참전 군인이었고, 나치 등장 전에는 독일의 애국자였다. 필립은 젊은 시절 아마추어 화가였지만, 경제적인 이유로 다른 생계 수단을 찾아야 했다. 그래서 필립은 아들 펠릭스 누스바움의 미술 활동을 적극적으로 지원했다. 필립은 당시의 전형적인 동화 유대인으로 철물상이었다. 대학에서 가까운 고급 주택가 슈로스가에 유복하고 평화로웠던 시절 누스바움의 집이 아직도 남아 있다. 누스바움이 유대인 초급학교를 졸업하고 일반 학교로 옮겨갔을 때, 다수의 크리스트교 급우들은 “유대인 자식이 강가로 내려왔다네. 돼지 새끼를 목욕시키러”라는 노래를 불러대며, 내성적인 아이였던 누스바움을 놀리고 괴롭혔다.
누스바움은 평생 학생 신분이었다. 1920년 함부르크와 베를린에서 처음 학업을 시작하여 사정이 허락하는 한 지속했다.
누스바움은 작품 활동 초기에 고흐와 루소의 영향을 강하게 받았고, 나중에는 조르조 데 키리코와 카를로 카라에 경의를 표할 정도로 기울었다. 누스바움의 색채에 대한 조심스러운 접근은 칼 호퍼(Karl Hofer)의 표현주의 회화의 영향을 받은 것이다.
나치 치하인 1933년에 누스바움은 베를린 예술 아카데미의 장학금을 받아 로마에서 공부를 하고 있었다. 히틀러는 그해 4월에 정책 선전 관료를 로마에 보냈다. 그는 나치 예술가들이 영웅주의와 아리안 민족을 고취시키고 개발하는 방법을 엘리트 예술가들에게 설명했다. 누스바움은 이때 유대인으로서는 독일의 학업을 지속할 수 없음을 깨달았다.

## 죽음의 수용소로 추방당함

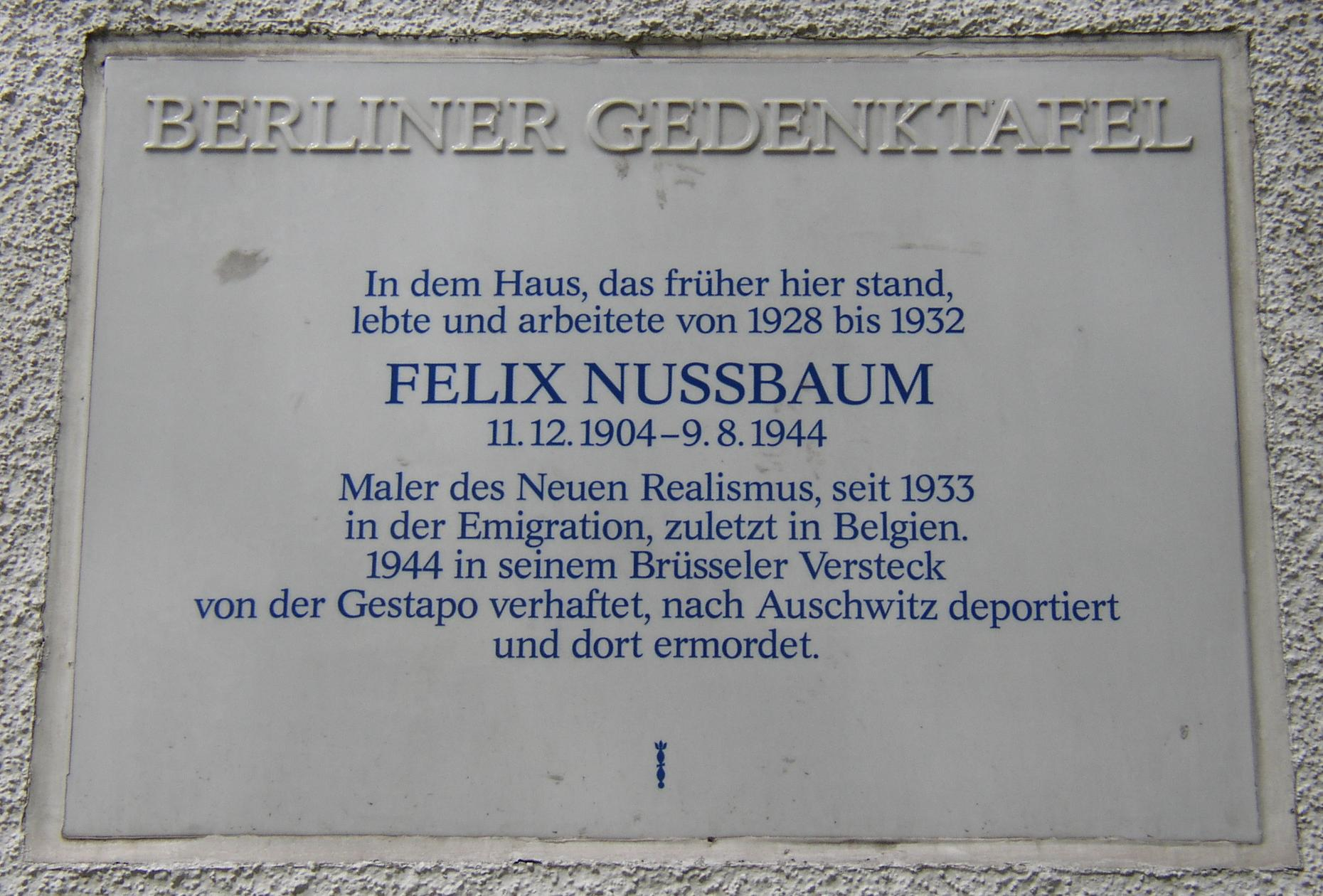
베를린-빌머스도르프(Berlin-Wilmersdorf)에 있는, 누스바움이 예전에 살던 집에 붙은 명판

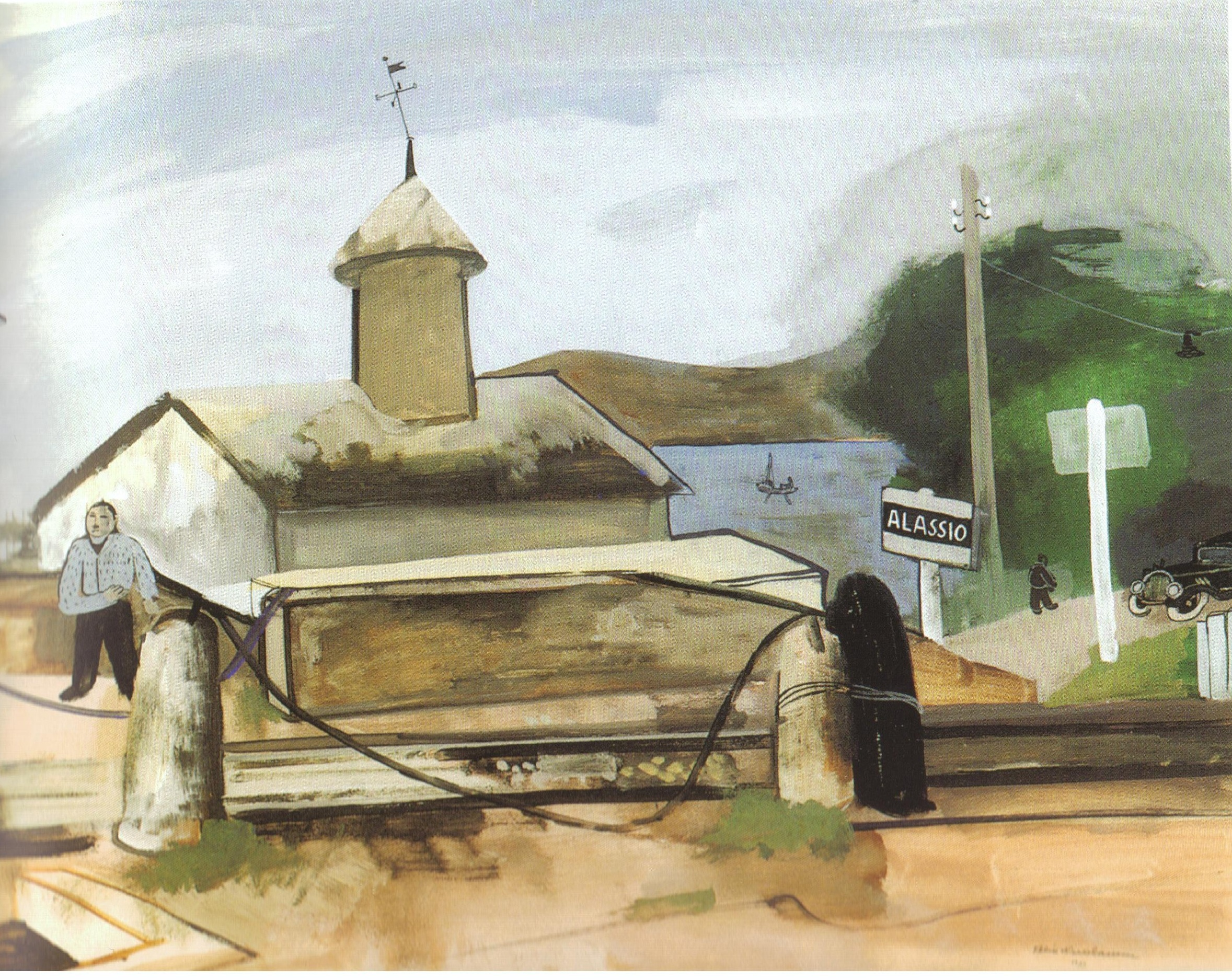
〈알라시오 기차역〉.(1933) 이 그림에서 나치의 박해 때문에 망명을 하면서 고통받아 생긴, 누스바움의 슬픔을 볼 수 있다.

누스바움의 생애 후반 20년 동안은 그의 작품에도 반영되어 있는 공포로 특징 지을 수 있다. 1934년에 그는 베를린에서 공부하는 중 만난 화가 펠카 플라텍(de:Felka Platek)을 데리고 그의 부모를 만나러 스위스로 갔다. 플라텍과는 망명 중 브뤼셀에서 1937년에 결혼한다. 누스바움의 부모님은 독일에 대한 향수병 때문에 누스바움의 격렬한 반대에도 불구하고, 귀국하고 만다. 이것이 그의 정신적이고 경제적인 지원의 원천이었던 부모님과의 마지막이었다. 누스바움과 펠카는 망명 중 10년을 대개 벨기에에 있었는데, 정서적으로나 예술적으로 고립 기간이었음에도 불구하고, 그의 생애 가운데 가장 왕성한 창작 활동을 했다.
1940년에 나치 독일이 벨기에를 침공하자, 누스바움은 벨기에 경찰에 ‘적대적 외계인’(hostile alien) 독일인이라는 명목으로 체포되었으며, 프랑스 생시프리앵(Saint-Cyprien) 수용소로 압송되었다. 수용소의 절망적 상황은 당시 그의 그림에 영향을 주었다. 결국 프랑스 당국의 독일 송환 요구를 받아들이고, 독일로 가는 기찻길에서 탈출하여 브뤼셀에서 펠카와 재회했다. 그 뒤 두 사람은 은신 생활을 시작했는데, 신분 증명서가 없이는 생계를 유지할 방법이 없었으나, 벗들이 은신처를 제공하고 예술 활동 지원을 해 주어 붓을 놓지 않을 수 있었다. 생애 마지막 4년의 어두움은 당시 그의 작품에 고스란히 표현되어 있다.
1944년은 나치 독일의 계획이 누스바움 일가에 막대한 영향을 끼친 해이다. 2월에 누스바움의 부모가 아우슈비츠 강제 수용소에서 살해당했다. 7월 20일 새벽에 누스바움과 그의 아내가 은신처 더그매(천장과 지붕 사이의 빈 공간)에 숨어 있다가 독일군에 의해 발각되었다. 연합군이 브뤼셀을 해방하기 불과 한 달 전이었으며, 〈죽음의 승리〉를 완성한 지 두 달이 지났을 때였다. 그들은 체포되어 메헬렌 중계 수용소(Mechelen transit camp)에 압송되었으며, 수용수 번호 284번과 285번을 받았다. 7월31일 아우슈비츠행 열차에 실렸는데, 그 열차는 벨기에에서 아우슈비츠로 향했던 마지막 열차였다. 563명이 같은 열차로 이송됐고, 8월 2일에 아우슈비츠에 도착했다. 그중 207명이 도착한 지 일주일 만에 독가스로 살육당했다고 전한다. 누스바움이 그 207명 중 한 명이었다. 1944년 8월9일로 누스바움의 나이는 39세였다. 9월 3일 누스바움의 남동생이 아우슈비츠에 잡혀왔고, 9월 6일에 그 남동생의 아내인, 누스바움의 제수씨와 누스바움의 조카딸이 잡혀와 또한 살해당했다. 12월에 누스바움 일가에 마지막 남은 직계 혈육인, 누스바움의 하나 남은 남동생이 쉬투트호프 강제 수용소(Stutthof concentration camp)에서 과로사했다. 일 년도 채 안 되어 누스바움 가족 모두 죽임을 당하고 만 것이다.
오스나브뤼크 지방사 연구가인 페터 융크의 설명에 따르면 제2차 세계 대전 전까지 오스나브뤼크에는 약 600명의 유대계 시민이 있었는데, 종전 후 남은 사람은 여섯 명뿐이다. 그 여섯 명은 배우자가 ‘아리아인’이었기 때문에 수용소 이송이 미루어지다가 종전을 맞았다고 한다.

## 작품 세계
독일인 다수자로 동화하는 것과 유대인으로서 정체성을 유지하는 것, 이 둘 사이의 갈등이 펠릭스 누스바움 예술의 모티프였다.
브뤼셀에서 은신하던 시기에 누스바움은 그의 작품 중 널리 알려진 두 작품을 그렸다. 하나는 〈유대인 신분증을 든 자화상〉(Self Portrait with Jewish Identity Card, 1943)이고, 다른 하나는 〈죽음의 승리〉(Triumph of Death, 1944)이다. 당시 브뤼셀에 있던 은신처 더그매는 누스바움이 그림을 그릴 때, 자신의 그림을 보기 위해 뒤로 물러나 서 있을 수 없을 정도로 좁아 눈 앞에 바짝 대고 그려야 했으며, 거의 정신착란 상태로 작업을 했다고 알려져 있다. 누스바움은 “내 그림을 발견하면 병에 넣어 바다에 띄워 보낸 메시지라고 생각하라”며 자신의 처지를 한탄하는 일기를 남겼다.

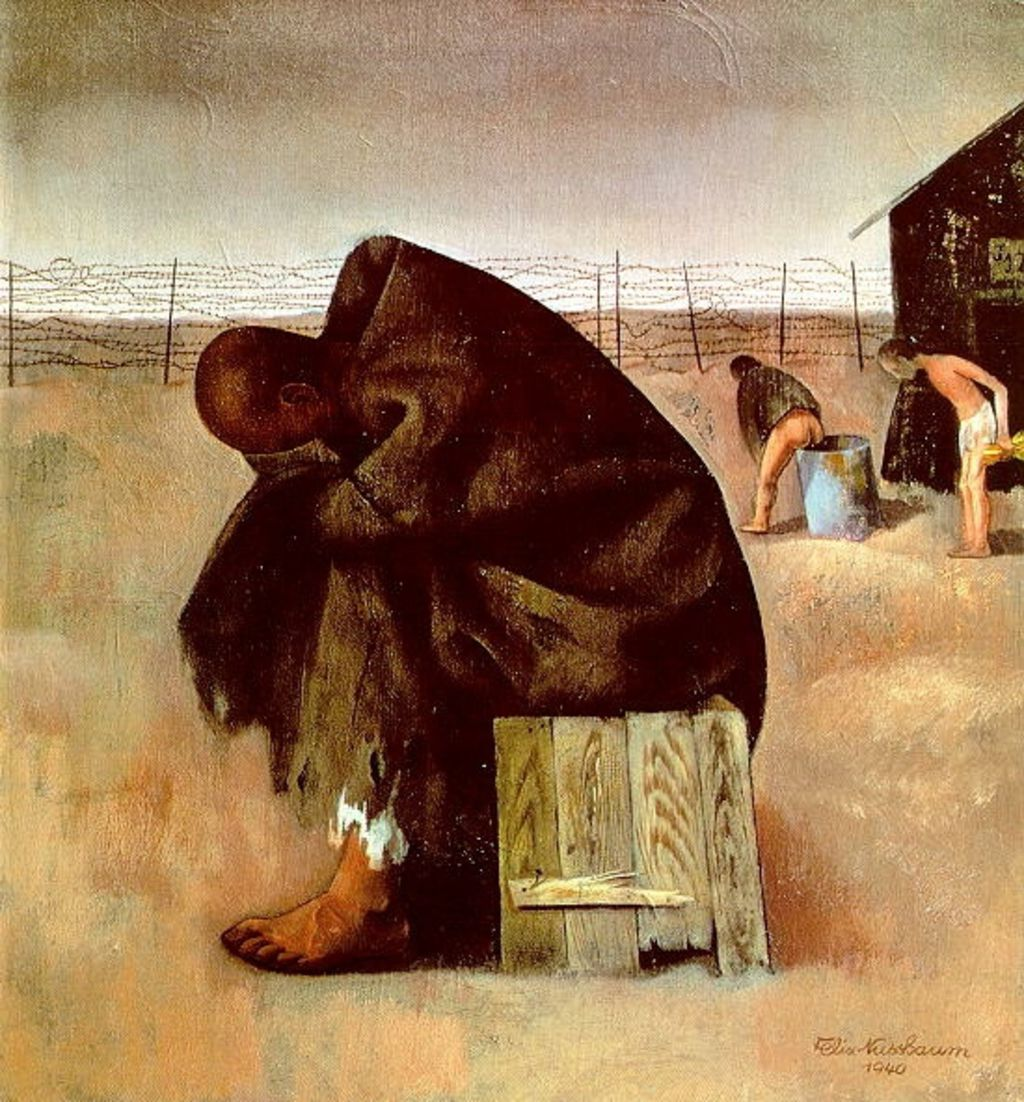
〈수용소에서〉 프랑스 생키프리앙(Saint-Cyprien) 수용소 수형 생활을 바탕으로 그린 그림.
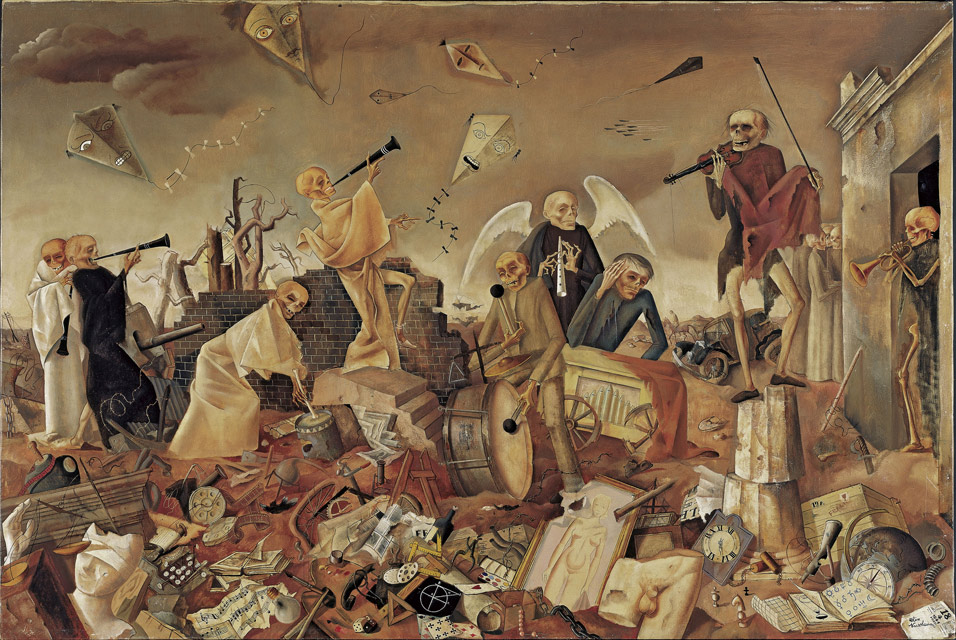
〈죽음의 승리〉

## 사후

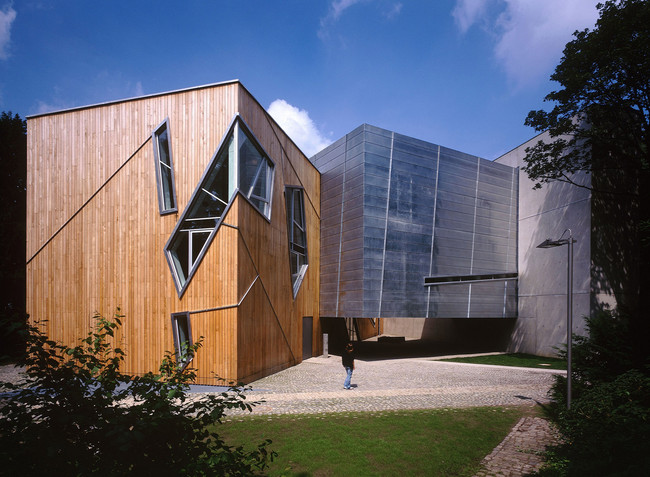
오스나브뤼크에 있는 펠릭스 누스바움 미술관

누스바움의 작품에서 홀로코스트 희생자의 내면을 볼 수 있으며, 그것은 희귀한 일이다. 1988년에 그의 고향 오스나브뤼크에 펠릭스 누스바움 미술관이 개장했다.
1999년 아카데미 단편 다큐멘터리 영화상 후보에 올랐던 《Eyewitness》를 보면 포로 수용소 생존자이면서 아티스트인 얀 콤스키(Jan Komski), 디나 바비트(Dina Babbitt)
의 작품 속 수용인 곁에 누스바움이 등장한다.